# 玛丽娅·波萨
玛丽娅·波萨（芬蘭語：Mariia Posa，1988年2月21日—），芬兰女子冰球运动员。她曾代表芬兰国家队参加2010年冬季奥林匹克运动会冰球比赛，获得一枚铜牌。她也曾代表明尼苏达大学杜鲁斯分校校队获得2010年NCAA女子冰球赛冠军。